# Kościół św. Piotra Apostoła w Odessie
Kościół św. Piotra Apostoła (ukr. Церква Святого Петра апостола) – parafialny kościół rzymskokatolicki znajdujący się w Odessie przy ulicy Gavanna 5. Kościół w roku 2008 został wpisany na listę zabytków (nr 728/0/16-08).

## Historia
Kościół został wybudowany w 1913 z inicjatywy Aleksandra Vassala, który w testamencie z 1911 przeznaczył jedną ze swoich działek pod budowę katolickiego kościoła i domu dla księdza oraz 20 000 rubli na ten cel pod warunkiem głoszenia w nim kazań w języku francuskim. Proboszczem miał dlatego być Francuz lub Włoch, msze odprawiano w tym czasie w języku łacińskim. Kościół był filią odeskiej prokatedry, czyli kościoła Wniebowzięcia NMP.  
Usytuowany w pobliżu starego portu w Odessie, kościół miał służyć katolickim żeglarzom, świątynia otrzymała więc wezwanie św. Piotra – patrona żeglarzy i rybaków. Gdy w 1935 w Odessie zamknięto kościół rzymskokatolicki pw. Wniebowzięcia Najświętszej Maryi Panny, kościół św. Piotra stał się jedynym katolickim kościołem dla wiernych z Odessy i okolic.
Od 1958 kościołem opiekuje się zakon salezjanów. W tym roku do miasta przybył z Wilna salezjanin, ks. Tadeusz Hoppe, który miał za zadanie odbudowanie wspólnoty parafialnej. W latach 1958–2003 był on nie tylko  proboszczem parafii św. Piotra, ale też jedynym duszpasterzem rzymskokatolickim w Odessie. W 2004 roku, rok po śmierci ks. Hoppe, utworzono muzeum poświęcone jego pamięci. Muzeum mieści się w podziemiach kościoła, w dawnym mieszkaniu księdza.
W 2011 roku Rada Miejska Odessy podjęła decyzję o przekazaniu budynku rzymskokatolickiej wspólnocie wyznaniowej za symboliczną opłatą 1 hrywny i 20 kopiejek.
W roku 2019 kościół uzyskał tytuł bazyliki mniejszej jako trzecia bazylika na terenie Ukrainy.